# Роуз, Руби
Руби Роуз Лангенхайм (англ. Ruby Rose Langenheim, более известна как Руби Роуз; род. 20 марта 1986 года, Мельбурн, Австралия) — австралийская модель, телеведущая, диджей, певица и актриса.

## Биография
Руби Роуз Лангенхайм родилась в Австралии в семье художницы Кати и заводчика беговых лошадей Питера, раннее детство провела на его ферме в штате Виктория. Её крёстным отцом был известный боксёр и коренной австралиец Лайнелл Роуз (1948—2011), также она — праправнучка Алека Кэмпбелла (1899—2002), последнего из выживших австралийских солдат-участников Дарданелльской операции Первой мировой войны.
Когда ей был год, её 20-летняя мать сбежала от своего отца. По словам Руби Роуз, чтобы купить им билеты на самолёт до города Хобарт, мама украла телевизор и продала его. Сначала они поселились у тёти Руби, Мэри, о которой она сохранила самые теплые воспоминания. Затем последовало много переездов, во время которых они постоянно жили в нужде: Черчилл, Гипслэнд, Серферс Парадайз, пока не обосновались в Мельбурне у бабушки, Дайдрэ Роуз Лэнгейхэм.
По словам Руби, в детстве она пережила сексуальное насилие со стороны кого-то из её родственников, а в 12 лет задумывалась о самоубийстве.
В Мельбурне она училась в университетской школе и городском колледже Футскрей.
В марте 2013 года в 27 лет написала в Твиттере, что борется с депрессией. После чего прошла лечение в реабилитационном центре. В мае 2015 года в интервью журналу Sunday Style рассказала, что страдает биполярным расстройством.

## Карьера
Первая слава пришла к Руби Роуз в 2002 году, когда она приняла участие в конкурсе моделей, организованном австралийским журналом Girlfriend. Она заняла второе место, уступив первенство Кэтрин Макнил.

### Телевидение
Руби Роуз удостоена награды ASTRA AWARDS в номинации «Любимая телеведущая». Также она участвовала в австралийском гейм-шоу Talkin' 'Bout Your Generation, где работала на одной съемочной площадке с известный комиком Джошом Томасом. Являлась приглашенной судьей в одном из эпизодов ток-шоу Australia’s Next Top Model. В финале передачи Руби выполняла роль корреспондентки.
В 2009 году Руби стала одной из соведущих программы The 7pm Project, выходившей в эфир на австралийском телеканале Network Ten.
В 2010 году была специальной корреспонденткой Зимних Олимпийских игр в Ванкувере.

### Кино
В 2013 году Руби Роуз снялась с Кристиной Риччи в фильме «Жизненный опыт».
11 июня 2015 вышел 3 сезон сериала «Оранжевый — хит сезона» с участием Руби, а 12 июня 2015 вышел 1 сезон сериала «Тёмная материя», в котором было подтверждено участие Руби.
В 2017 вышел «Три икса: Мировое господство» с Вином Дизелем, где Руби играет роль напарницы Ксандера Кейджа, снайпера Адель Вулф. В этом же году вышли фильмы «Обитель зла. Последняя глава» с Милой Йовович, где Руби играет Эбигейл, и «Джон Уик 2» с Киану Ривзом, где Руби исполнила роль Арес, начальницы охраны главного антагониста.
В 2018 году Руби исполнила роль в фильме «Мег: Монстр глубины» с Джейсоном Стейтемом в главной роли. В 2018 году она также получила главную роль в сериале «Бэтвумен», производства телеканала «CW». В 2018 году сыграла роль вокалистки рок-группы в фильме «Идеальный голос 3».

### Мода
В 2010 году Руби Роуз сотрудничала с австралийским лейблом Milk and Honey над созданием своей коллекции одежды MADTV.

### Музыка
В 2013 году вместе с Gary Go записала сингл под названием Guilty Pleasure, для которого был снят и одноимённый клип. Позже в свет вышел трек Break Free. На last.fm число прослушиваний песен исполнителя Ruby Rose приближается к 24 000.

## Личная жизнь
В школе и колледже Руби страдала от вербального и физического насилия со стороны своих одноклассников, являвшегося следствием того, что в 12 лет Руби Роуз решила сказать одноклассникам о том, что она является лесбиянкой. В 16 лет, в результате одной из подобных стычек, во время которой её избили стулом в столовой колледжа, Руби была госпитализирована.
В 2009 году Руби была запечатлена целующейся с Кэтрин Макнил, австралийской топ-моделью. Позже появились слухи об их помолвке, которая была отменена в 2010 году. Спустя некоторое время на вечеринке она познакомилась с Фиби Даль, дизайнером одежды и внучкой классика детской литературы Роальда Даля, с которой у неё начался роман. Пара была помолвлена, однако 14 декабря 2015 года Руби Роуз и Фиби Даль объявили о своем разрыве в социальных сетях.
Также Руби с октября 2016 года находилась в романтических отношениях с Джессикой Ориглиассо из дуэта The Veronicas, с которой рассталась в апреле 2018 года.
В 2019 году Роуз перенесла экстренную операцию на спине из-за проблем с позвоночником, которые привели к двум межпозвоночным грыжам, которые она получила в результате исполнения каскадёрских трюков на съёмочной площадке телесериала «Бэтвумен». Она рассказала, что операция подвергла её риску быть парализованной.

## Фильмография
| Год       |     | Русское название                      | Оригинальное название                                        | Роль                    |
| --------- | --- | ------------------------------------- | ------------------------------------------------------------ | ----------------------- |
| 2013      | с   | Уборщики                              | Mr & Mrs Murder                                              | в роли самой себя       |
| 2013      | ф   | Жизненный опыт                        | Around the Block                                             | Ханна                   |
| 2015      | с   | Тёмная материя                        | Dark Matter                                                  | андроид Венди           |
| 2015—2016 | с   | Оранжевый — хит сезона                | Orange Is the New Black                                      | Стелла Карлин           |
| 2016      | мф  | Волки и овцы: бееезумное превращение  | Волки и овцы: бееезумное превращение                         | Бьянка                  |
| 2017      | ф   | Обитель зла: Последняя глава          | Resident Evil: The Final Chapter                             | Эбигейл                 |
| 2017      | ф   | Три икса: Мировое господство          | xXx: Return of Xander Cage                                   | Адель Вулф              |
| 2017      | ф   | Джон Уик 2                            | John Wick: Chapter 2                                         | Арес                    |
| 2017      | ф   | Идеальный голос 3                     | Pitch Perfect 3                                              | Каламити                |
| 2018      | кор | Данди: Сын легенды возвращается домой | Tourism Australia: Dundee — The Son of a Legend Returns Home | шериф Джексон           |
| 2018      | ф   | Мег: Монстр глубины                   | The Meg                                                      | Джакс                   |
| 2018—2019 | с   | Супергёрл                             | Supergirl                                                    | Кейт Кейн / Бэтвумен    |
| 2018—2019 | с   | Флэш                                  | The Flash                                                    | Кейт Кейн / Бэтвумен    |
| 2018—2019 | с   | Стрела                                | Arrow                                                        | Кейт Кейн / Бэтвумен    |
| 2019—2020 | с   | Бэтвумен                              | Batwoman                                                     | Кейт Кейн / Бэтвумен    |
| 2020      | с   | Легенды завтрашнего дня               | Legends of Tomorrow                                          | Кейт Кейн / Бэтвумен    |
| 2020      | мф  | Шоу монстров                          | Cranston Academy: Monster Zone                               | Лиз                     |
| 2020      | с   | Действие во имя дела                  | Acting for a Cause                                           | Виола                   |
| 2020      | ф   | Малышка с характером                  | The Doorman                                                  | Али (Александра Горски) |
| 2021      | ф   | Ангел мести                           | Vanquish                                                     | Виктория                |
| 2021      | ф   | Спецслужба: Сигнал тревоги            | SAS: Red Notice                                              | Грейс Льюис             |
| 2021      | ф   | Незваный пассажир                     | Stowaway                                                     | Белла Дентон            |
| 2022      | ф   | Телец                                 | Taurus                                                       | Баб                     |
| 2022      | ф   | 1Up                                   | 1Up                                                          | Паркер                  |
| 2023      | ф   | Коллектив                             | The Collective                                               | Дейзи                   |
| 2024      | ф   | Грязные ангелы                        | Dirty Angels                                                 | Медик                   |